# Biserica romano-catolică Sfânta Treime din Curtici

## Localizare
Adresa: Str. Cloșca F.N. (DJ709B), oraș Curtici (RO - 315200), județul Arad, România.

## Personalul Bisericii
- Preot: Pr. Zilahi Andrei, preot paroh Dorobanți
- Ministranți: Piklor - Pușa Larissa
- Clopotar: Ienak Ștefan
- Sacristan: Piklor - Pușa Larissa
- Cantor: Piklor - Pușa Ladislau
- Casieri: Piklor - Pușa Melinda și Ienak Matilda

## Imagini

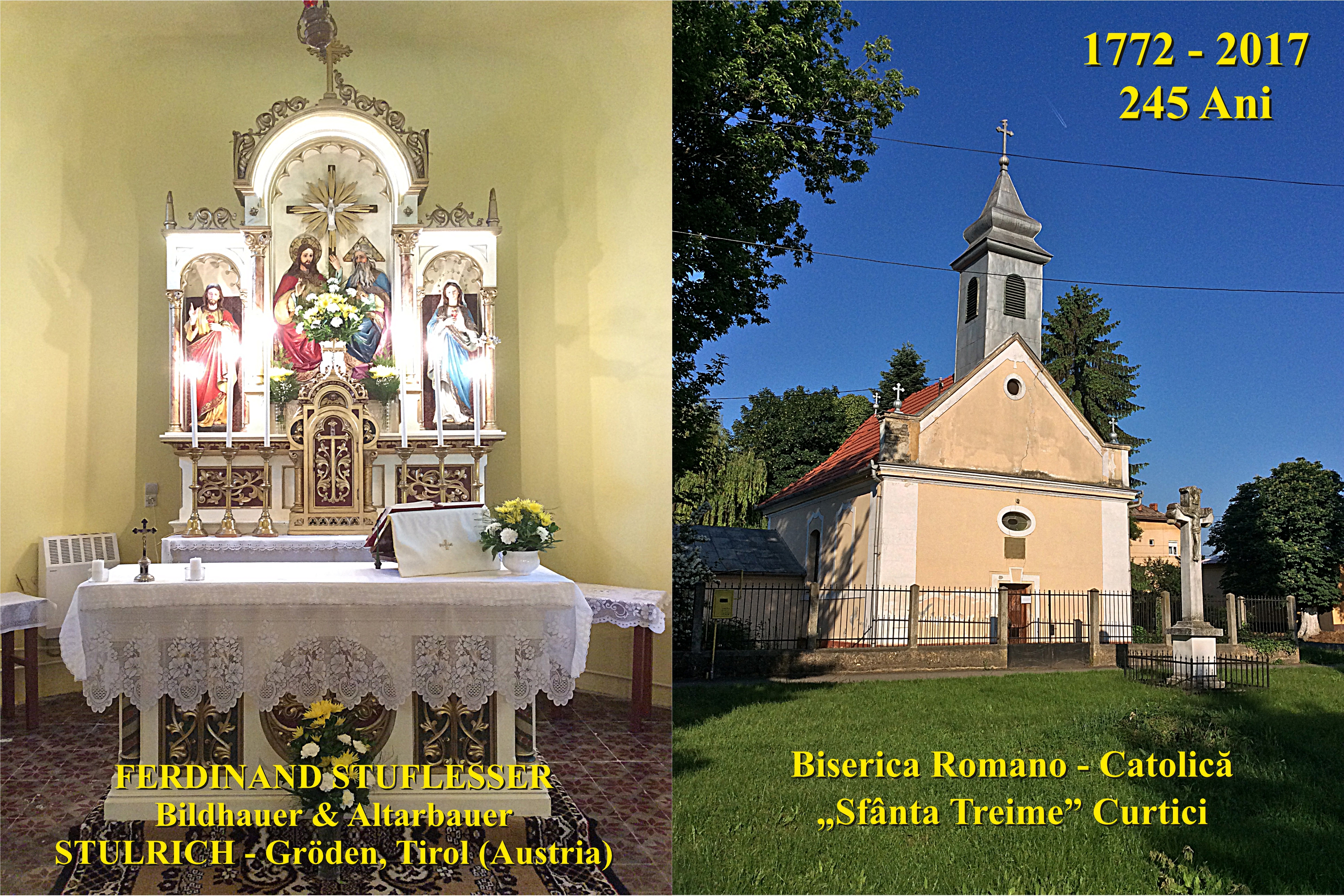
1772 - 2017
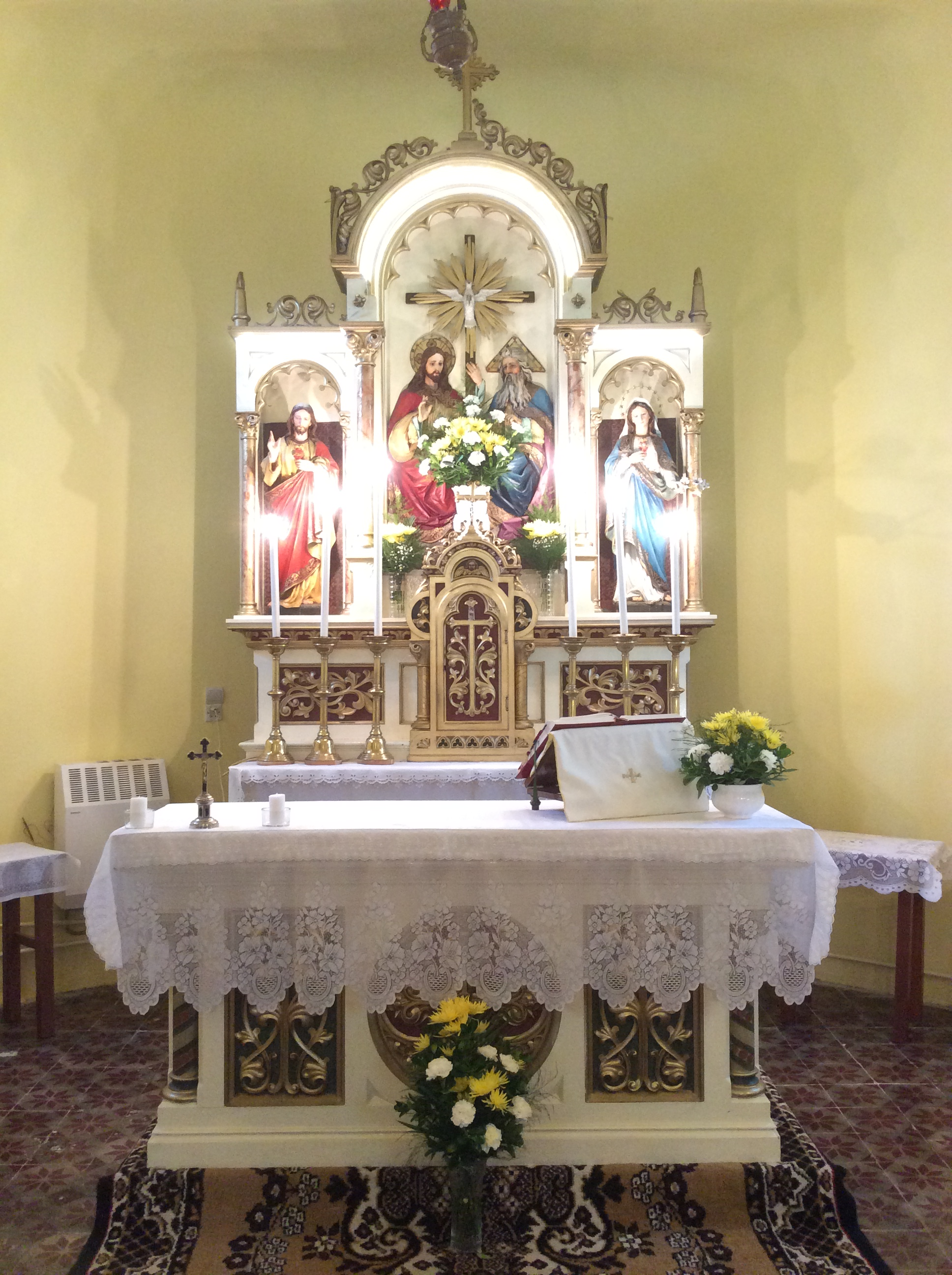
Altarul Bisericii
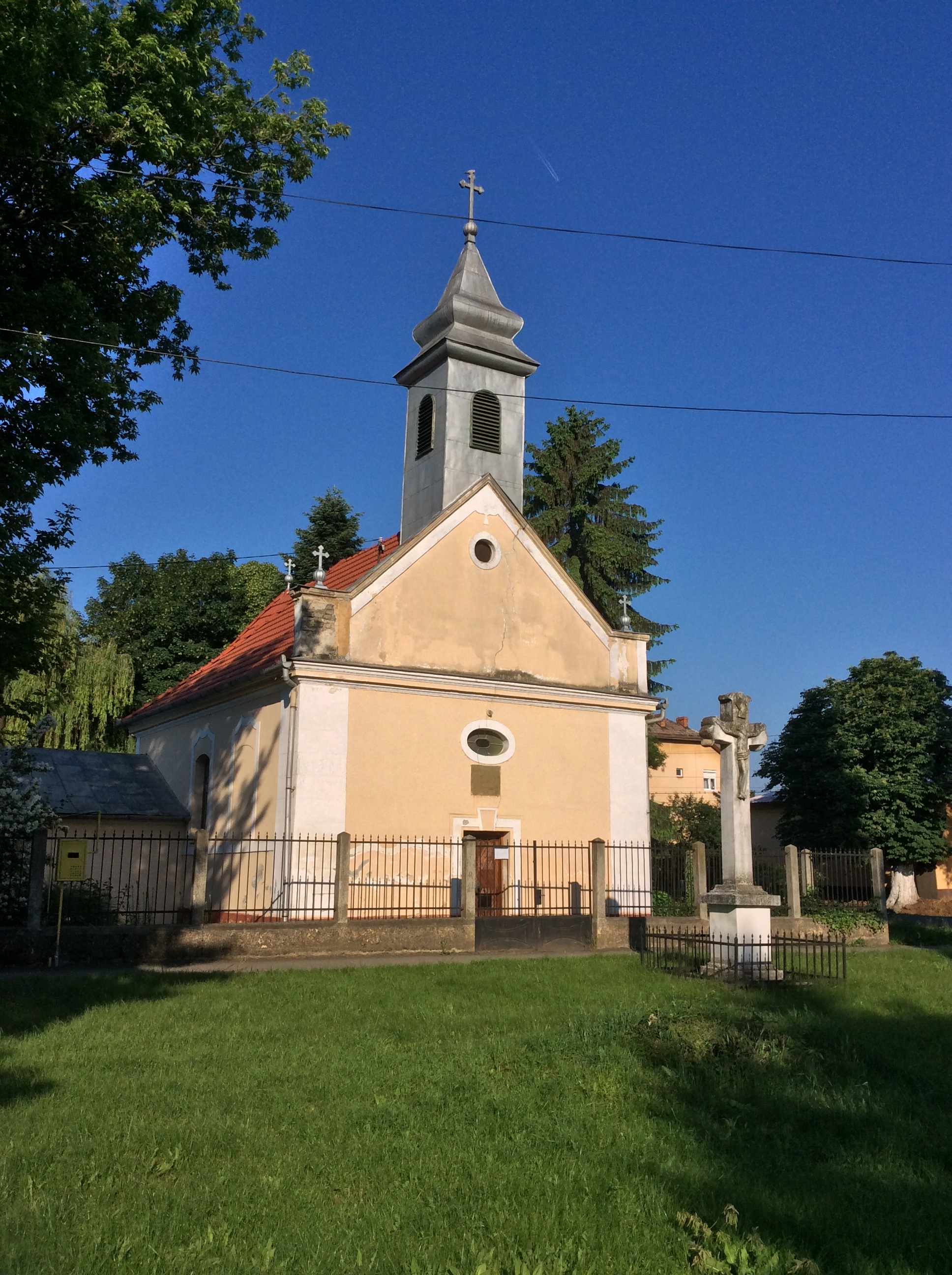
Exteriorul Bisericii - Imagine laterală - stânga
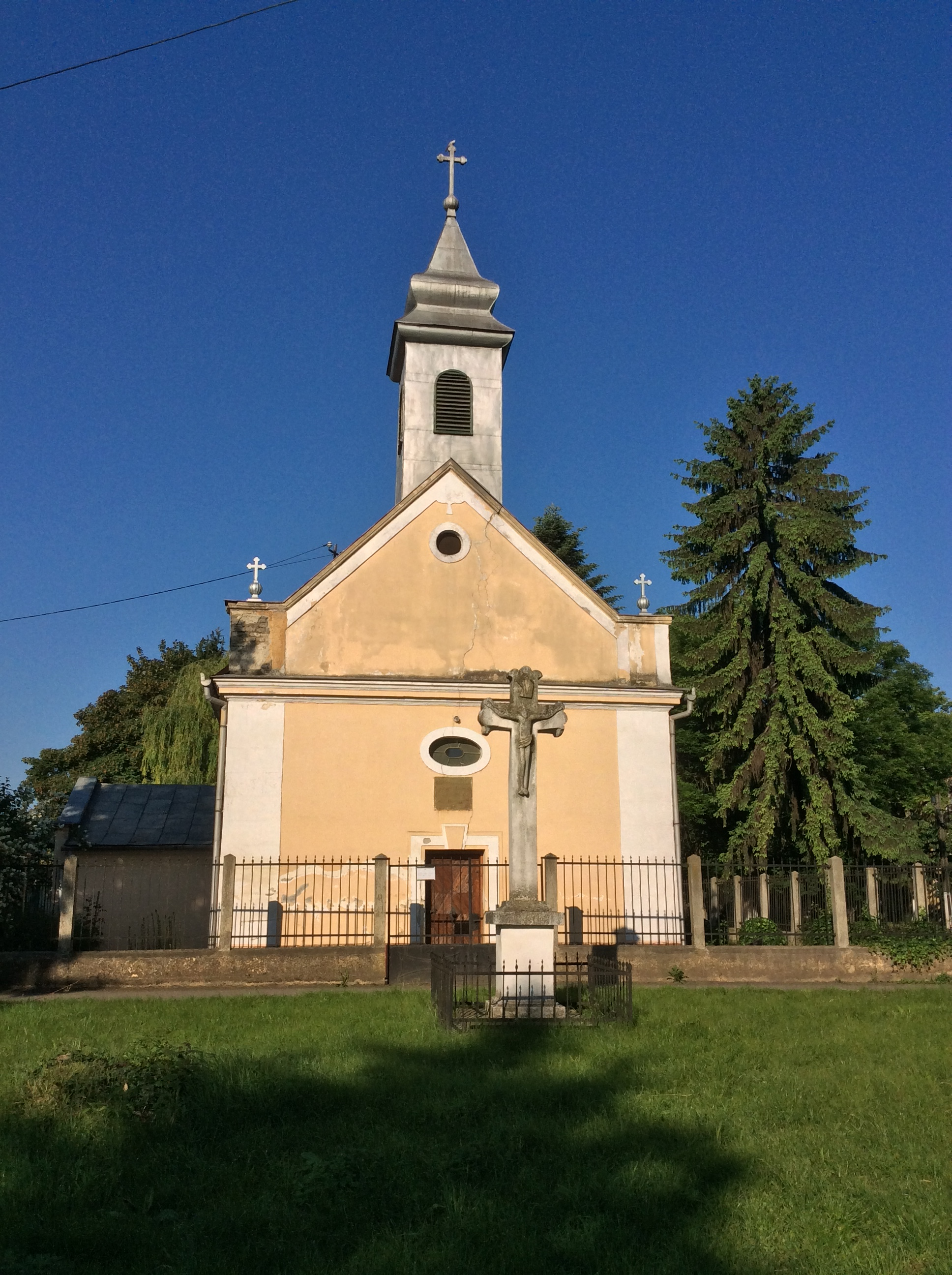
Exteriorul bisericii - Imagine frontală
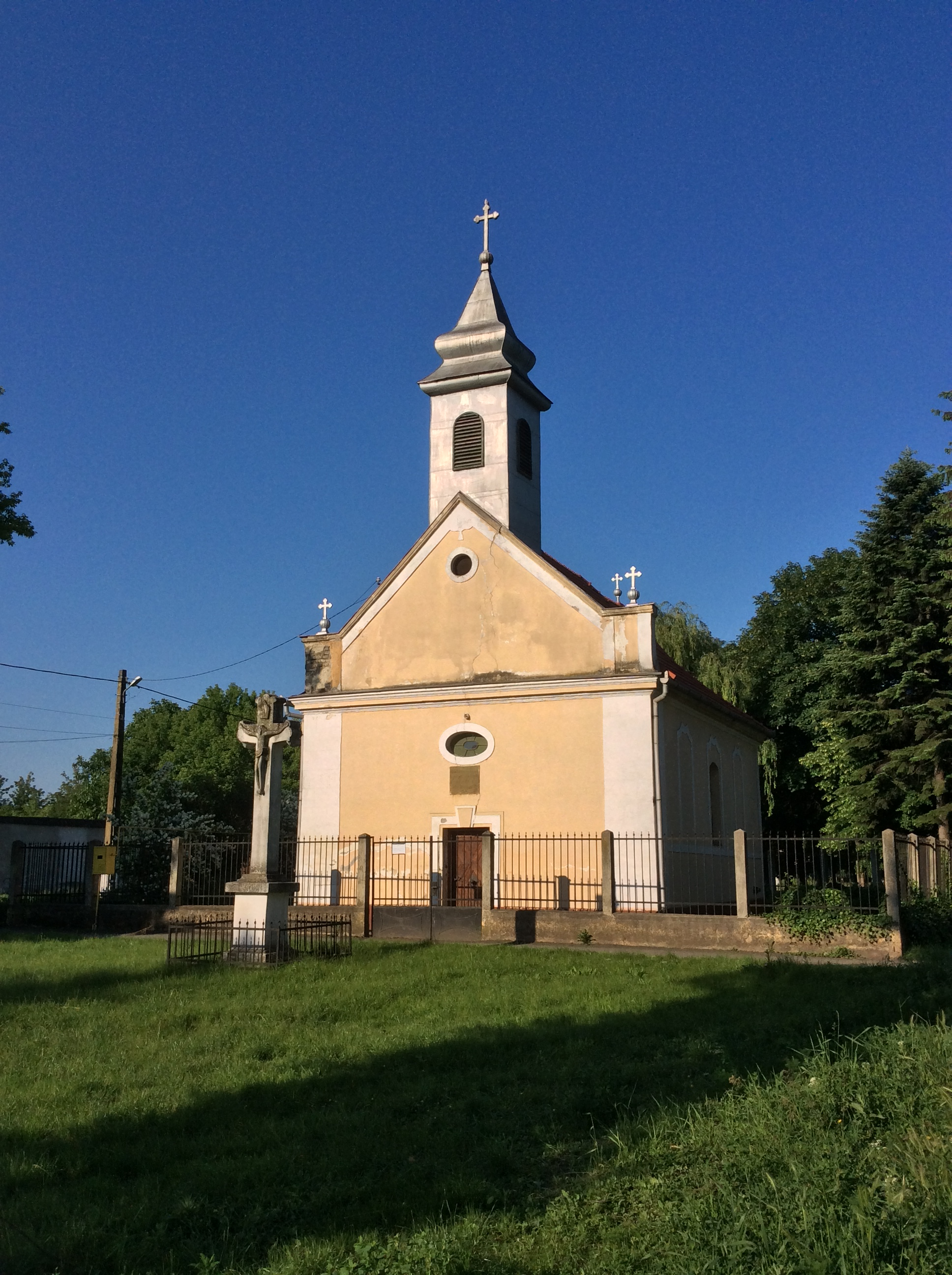
Exteriorul Bisericii - Imagine laterală - dreapta
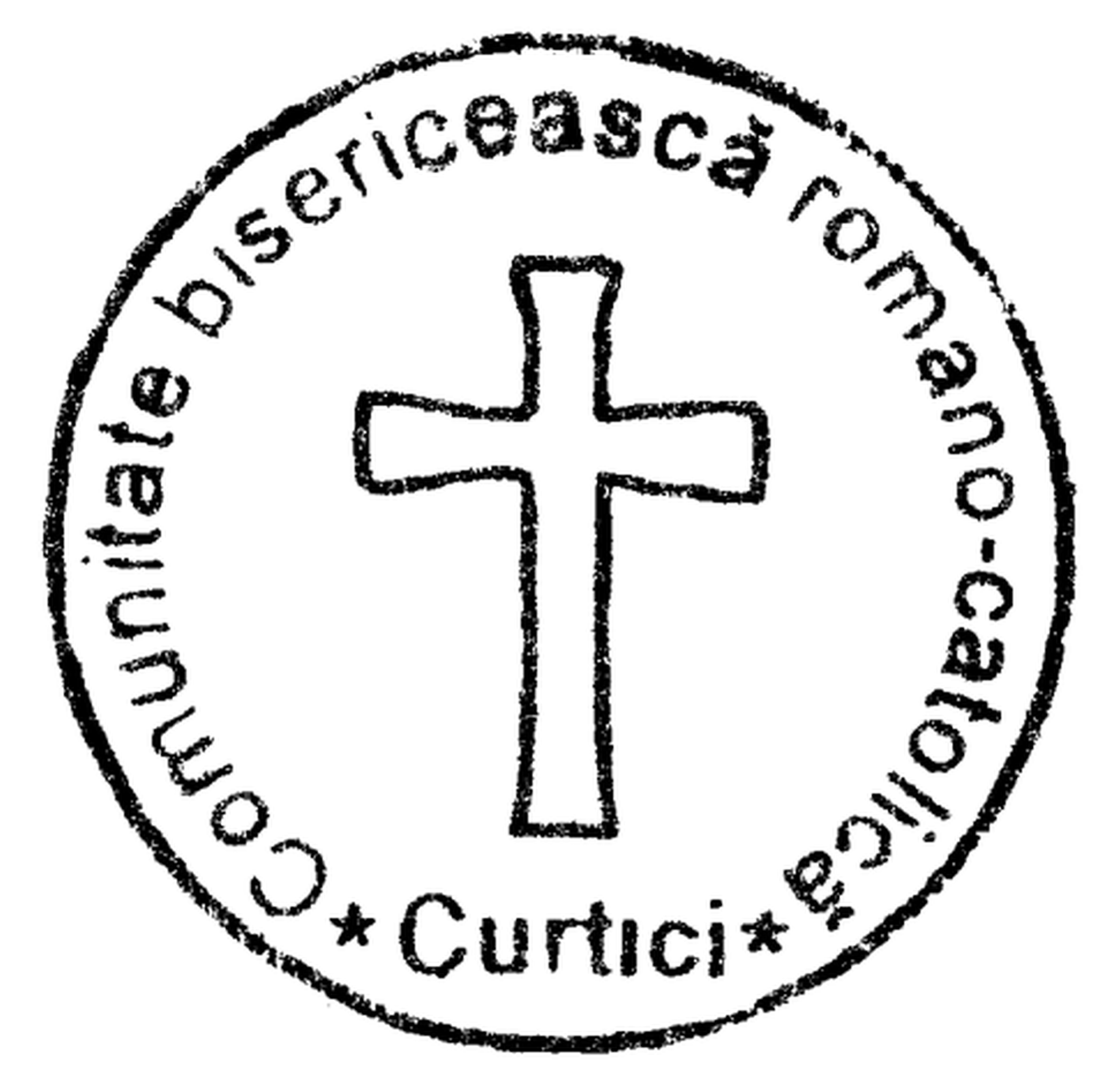
Ștampilă Biserică